# Tajakant
I Tajakant (anche Tadjakant) sono una tribù Saharawi di origine arabo-berbera. La loro lingua è la hassaniyya, che è un dialetto arabo. Tuttavia il nome presenta un'evidente morfologia berbera. Molto probabilmente si tratta di berberi arabizzati.

## Territorio
Vivono tradizionalmente nel deserto nel sud del Marocco e in Algeria. In Algeria i beduini Tajakant rappresentano circa il 4% della popolazione.

## Religione
Come quasi tutti i Nordafricani, anch'essi sono in maggioranza musulmani sunniti, di rito malikita. 

## Storia
Riguardo alla loro origine, vi è chi sostiene che siano discendenti della dinastia almoravide che governò il Marocco nell'XI secolo.
I Tajakant erano conosciuti come cacciatori e commercianti. Avevano una posizione importante nel commercio trans-sahariano. Nel 1852, dei membri della tribù Tajakant crearono  nell'oasi di Tindouf un insediamento e un punto di scambio. Nel 1895 il villaggio fu attaccato da una scorreria della tribù Saharawi dei Reguibat, con i quali i Tajakant erano in contrasto fin dal 1820. Tindouf fu distrutta, e molti dei Tajakant presenti furono uccisi.
Oggi i Tajakant sono prevalentemente stanziali, e sono specializzati in piccoli commerci e in agricoltura e allevamento.